# René Pointurier
René Pointurier, né le 14 juin 1901 à Honfleur (Calvados) et mort le 15 juin 1944 au camp de Mauthausen), en Allemagne, dit Raoul Pérés, est un officier et Résistant français. Durant la Seconde Guerre mondiale, il s'engage dans le Camouflage du matériel, ainsi que dans le réseau Morhange, un des plus importants réseaux de contre-espionnage de la Résistance française.

## Biographie
Né en 1901 à Honfleur, fils de Jean Pointurier et de Marie Vernier, René Pointurier s'engage dans l'armée française. Officier, avec le grade de lieutenant-colonel, René Pointurier participe aux combats de la guerre entre 1939-1940 dans l'artillerie. Lorsque l'armistice est signée en juin 1940 et comme plusieurs militaires, il cherche à participer aux réseaux de résistance naissant. Le 1er octobre 1941, il rejoint un réseau qui cache et fait passer des armes, le Camouflage du matériel (C.D.M.), créé par le commandant Émile Mollard. 
À la fin de l'année 1942, il rejoint le réseau Morhange, un groupe créé par Marcel Taillandier, sous le pseudonyme de Morhange ou de Ricardo. Ce  groupe est destiné à la lutte contre les services de renseignements ennemis, en particulier le Sicherheitsdienst et la Gestapo. Au début de 1943, Marcel Taillandier se fixe à Toulouse, où il prend comme couverture la gérance du Frascati, un petit café situé au milieu des allées Jean-Jaurès, à proximité du centre-ville. Ce bar devient le lieu de réunion et le P.C. du C.D.M. et du réseau Morhange. Le groupe de Marcel Taillandier arrive à trouver des informateurs parmi les cadres de la gendarmerie à Toulouse et cherche à pénétrer la police. En même temps, le réseau organise un véritable système afin de cacher les personnes recherchées et leur faire traverser les Pyrénées.
Mais, à partir de mars 1943, les Allemands, bien renseignés, décident de démanteler le réseau. Le 24 juin, à l'appel de Marcel Taillandier, Gilbert Gardiol, René Pointurier et Candau se rendent au café Frascati. Mais à la suite d'une délation, ils sont découverts et arrêtés par le chef de la Gestapo toulousaine, Karl Heinz Müller. Taillandier réussit à s'enfuir par la toiture de l'immeuble, tandis que Pointurier, Candau, Gardiol et Lily, la compagne de Taillandier, sont arrêtés. Les trois hommes sont condamnés et emprisonnés à la prison militaire de Furgole. Ils sont condamnés et déportés au camp de Mauthausen le 6 avril 1944 : René Pointurier y décède un mois plus tard, le 15 juin.

## Distinctions
- Mort pour la France
- Croix de guerre 1939–1945, palme de bronze
- Médaille de la Résistance française, avec rosette (1946)[1]

## Hommages
Depuis 1947, la rue du Colonel-Pointurier, une voie de Toulouse, porte son nom.
De plus, son nom est inscrit au mémorial des Services spéciaux, érigé en 1959 par l'Association des anciens des services spéciaux de la Défense nationale (AASSDN), présidée le colonel Paul Paillole, à Ramatuelle (Var).